# Somalie aux Jeux olympiques d'été de 2020
La Somalie participe aux Jeux olympiques de 2020 à Tokyo au Japon. Il s'agit de sa 10e participation à des Jeux d'été, sans avoir pu gagner une médaille par le passé.

## Athlètes engagés
| Sport      | Hommes | Femmes | Total |
| ---------- | ------ | ------ | ----- |
| Athlétisme | 1      | 0      | 1     |
| Boxe       | 0      | 1      | 1     |
| Total      | 1      | 1      | 2     |

## Résultats

### Athlétisme
La Somalie bénéficie d'une place attribuée au nom de l'universalité des Jeux. Ali Idow Hassan dispute le 1 500 mètres masculin.
| Athlète         | Épreuve          | Séries        | Séries | Demi-finales | Demi-finales | Finale  | Finale  |
| Athlète         | Épreuve          | Temps         | Rang   | Temps        | Rang         | Temps   | Rang    |
| --------------- | ---------------- | ------------- | ------ | ------------ | ------------ | ------- | ------- |
| Ali Idow Hassan | 1 500 m masculin | 3 min 43 s 96 | 10e    | Éliminé      | Éliminé      | Éliminé | Éliminé |

### Boxe
La Somalie a bénéficié d'une invitation tripartite émise par l'Association internationale de boxe amateur.
| Athlète   | Catégorie              | 1/16e de finale     | 1/8e de finale      | Quart de finale     | Demi-finale         | Finale              | Rang     |
| Athlète   | Catégorie              | Adversaire Résultat | Adversaire Résultat | Adversaire Résultat | Adversaire Résultat | Adversaire Résultat | Rang     |
| --------- | ---------------------- | ------------------- | ------------------- | ------------------- | ------------------- | ------------------- | -------- |
| Ramla Ali | Plumes femmes (-57 kg) | Exemptée            | Nechita Défaite 0-5 | Éliminée            | Éliminée            | Éliminée            | Éliminée |